# 원 명종
원 명종(元 明宗, 1300년 12월 22일(음력 11월 11일) ~ 1329년 8월 30일(음력 8월 6일))은 대원의 제 13대 카안(재위: 1329년 2월 27일 ~ 1329년 8월 30일)이다. 시호는 익성경효황제(翼聖景孝皇帝), 존호는 순천입도예문지무대성효황제(順天立道睿文智武大聖孝皇帝), 칸호는 쿠툭투 카안(ᠲᠥᠪᠲᠡᠮᠦᠷ
ᠬᠠᠭᠠᠨ Qutuγtu Qa'an, 忽都篤 可汗, 古圖土 可汗)이다.  코실라(몽골어: ᠬᠦᠰᠡᠯᠡᠨ Qošila, 티베트어: ཀུ་ཤ་ལ། Ku sha la, 한국 한자: 和世㻋 화세랄, Хослен) 또는 쿠살라(Ku sha la)로, 문종 툭테무르의 형이며, 무종 카이샨 쿨룩 카안과 탕구트 여인의 아들이었다.
그는 1307년 아버지 무종 카이산과 인종 아유르바르와다의 약속으로 차기 황태자로 내정되었으나, 옹기라트부 여인 소생이 아니라는 이유로 제위 계승권에서 배제되고, 추방당했다. 
1315년 11월 그는 주왕(周王)에 임명되고 봉지가 아닌 윈난 성으로 파견되었으며, 1316년 11월 아스칸과 1317년 투쿠치가 각각 그를 추대하려고 반란을 일으켰다가 실패했다. 이후 몽골고원으로 도주했다가 알타이산맥을 넘어 차가타이 한국 에센부카 칸에게 망명했다. 1328년 태정제 사후 혼란을 틈타 군사를 이끌고 1329년 1월 몽골에 도착 2월 27일 카라코룸으로 진입했다. 이미 황제가 된 동생 문종의 양위를 받아 제위에 올랐으나, 그해 8월 6일 권신 엘테무르에게 독살되었다.

## 생애

### 어린 시절
1300년 12월 22일(11월 11일)에 태어났으며 명종 쿠툭투 칸 코실라의 아버지는 원 무종 퀼리그 칸 카이산이고, 어머니는 이키레스 비자(亦乞烈氏) 수동(壽童)이다. 어머니 이키레스 비자는 이키레스부 출신이지만, 쿠빌라이 칸의 셋째 아들 안서왕 망갈라의 딸 노울륜공주의 딸로, 원 세조 쿠빌라이 칸의 외증손녀가 된다. 윌리음역으로는 쿠살라로 발음한다. 이복 동생인 투그 테무르가 있다. 
이름 쿠살라는 키릴 문자로는 쿠슬렌, 호슬렌으로도 발음된다. 코실라 또는 쿠살라는 몽골어로 염원, 희망, 바램 등을 뜻한다. 산스크리트어 쿠샬(कुशल)에서 유래했다는 설도 있다. 산스크리트어로 쿠살은 능숙함, 숙련된, 유능함, 솜씨가 좋다는 뜻이다.
원사, 원사연의, 신원사에 의하면 코실라가 형이고, 투그 테무르가 동생이라 한다. 그런데 황금사에 의하면 투그 테무르가 코실라보다 5년 연상이라 한다.
그의 유년시절에 대해서는 알려진 것이 없다. 1307년 1월 성종 테무르가 후계자를 남기지 못하고 죽자, 외부 출신 인물이며 무슬림인 아난다에게 반감을 품은 몽골 귀족들은 다르마발라의 후손 중에서 차기 칸을 선택하려 했다. 1307년 3월 3일 아유르바르와다가 도성 대도를 장악하고 아난다, 불루간 대카툰, 아구타이 등을 죽이고 집권했으나, 그해 5월 아유르바르와다는 자신의 형이자 명종의 아버지 무종 카이산에게 제위를 양보하였다. 자신의 아들들이 나이가 어리다는 점과, 즉위 직전 아유르바르와다에게 제위를 양보하라고 한 모후 다기 카툰과 옹기라트부의 뜻을 파악한 아버지 카이산은 그해 6월 자신의 동생 아유르바르와다를 황태자로 임명하고, 차기는 자신의 아들들 중 한 사람을 차기 황태자로 임명하기로 약속했다.
쿠살라의 아버지 카이산이 돌연사하고 카이산의 동생 아유르바르와다가 1311년 즉위하였다. 쿠살라는 무종과 인종의 약속에 의해 인종 사후 후계자가 될 예정이었으나, 1315년 인종은 약속을 깨고 그를 배제하였다. 쿠살라와 동생 투그테무르는 할머니인 흥성태후 다기 카톤과 테무데르를 포함한 다른 훈기라트 부족 구성원에 의해 중앙 정권으로부터 제거되었다. 쿠살라 형제는 훈기라트부 출신 황후의 왕자가 아니기 때문이었다. 
쿠살라는 어려서부터 총명하였는데, 신원사에 의하면 소년시절부터 영웅적 기질이 있었다 한다. 훈기라트부족은 총명한 쿠살라 보다는 성격이 유약한 시데발라를 옹립하는 것이 좋을 것이라고 주장했고, 다기 카툰과 권신 테무데르는 인종의 아들 시데발라를 태자로 밀었다. 테무데르는 쿠살라를 몰아낼 계획과 핑계까지도 미리 세워두었다. 신원사에 의하면 흥성태후와 그의 측근 시레문(失烈門)은 코살라가 자신들에게 대적할 것을 두려워하여, 테무데르 등과 함께 인종에게 고했다 한다. 일찍부터 그는 싫어하는 것이 많고, 의심 많은 성격이었다.

### 피난, 망명 생활

#### 추방과 은신
1315년 11월 29일 쿠살라는 주왕(周王)에 임명되고 금인(金印)을 받았다. 좌승상 하산이 혜성의 등장을 이유로 반대하였으나, 인종은 은유적으로 개혁을 통해 민중을 안정시키려는 것이라며 이의제기를 물리쳤다.
1316년 3월 쿠살라는 인종의 명으로 옛 주왕의 봉지인 하남행성(河南行省)이 아닌, 윈난 성으로 파견되었다. 이때 인종은 은밀히 쿠살라를 암살하려 했으나 실패했다. 1316년 11월을 전후하여 쿠살라는 윈난 성에 도착했다. 1316년 11월 부황 무종의 측근들인 도쿠르(禿忽魯), 상가노(尚家奴), 보랄(孛羅) 등이 이 연안부(延安府, 현 산시성 옌안시)로 와서 쿠살라를 만났다.
1316년 원 인종은 자신의 다음 후계자른 형 원 무종 퀼리크 칸 카이산의 아들 중에서 책립한다는 형 무종 퀼리그 칸 카이산과의 약속을 깨고, 자기 아들 시데발라를 황태자로 임명하려 했다. 쿠살라가 아들의 태자 책봉에 방해가 된다고 본 인종은 쿠살라를 모살하려 했다가 실패하였다. 직후 쿠살라를 윈난성으로 추방했다. 쿠살라는 윈난 성으로 추방된 지 얼마되지 않아 비밀리에 도피, 몽골고원으로 갔다. 
1316년 11월 토가치, 섬서행성승상인 아스칸(阿撒罕 또는 阿思罕)과 교화(敎化) 등이 하중부(河中府)에서 쿠살라를 추대하려는 반란을 일으켰으나, 어수선하여 내부에서 혼란이 벌어졌다. 1317년 6월 인종은 군사를 파견했고, 7월 이들은 인종이 보낸 군사에게 진압당하고 아스칸 등은 섬서행성 평장정사 타차르에 의해 암살, 반란은 곧 진압되었다. 인종은 이때 직접 정벌할 계획을 세워두기도 했다. 조모 흥성태후 다기 카툰 측에서도 쿠살라의 암살을 시도했다. 자객을 따돌린 쿠살라는 도피하여 알타이산맥 근처에 은신하였다.

#### 피신, 차가타이 한국 망명
1317년말 아버지 무종의 측근 토가치 혹은 투쿠치(脫忽赤, 또는 脫火赤)가 영북행성에서 쿠살라가 정통 군주라며 거병, 군사를 이끌고 카라코룸을 점령하러 가다가 몽골고원에서 무종의 측근 중 1명인 총쿠르가 배신, 1318년 2월 초 인종이 보낸 군사에게 진압되었다.(→토가치의 난) 투쿠치가 거병할 때 차가타이 한국의 지원이 있었다. 토가치 군이 참패하자, 쿠살라는 추격대를 피해 야산을 통해 알타이산맥을 넘어 차가타이 칸국으로 망명, 에센부카 칸에게 의탁했다. 인종은 쿠살라가 서북쪽으로 쳐들어올 것을 염려하여, 우투시부카를 시켜 카라코룸 서부의 경계를 대폭 강화했다.
중앙 아시아에 망명생활을 하던 중 쿠살라는 카를루크족 족장 테무데르의 딸 말리아타리(정유휘성황후로 추존)와 결혼했다. 카를루크족은 고대 투르크어로 눈 덮인 산을 의미하며, 이들은 우즈베키스탄의 선조 중의 하나이다. 카를루크족 말리아타리는 한때 송 공제의 첩이었다는 설이 있어, 후에 그의 아들 토곤 테무르가 송나라 공제의 아들이 아니냐는 의혹이 계속 제기되었다. 쿠살라는 차가타이 한국에서 숨어 살며 세력을 형성해 알타이산맥 근처 서초(西楚) 지역에 와서 은거하였다. 고난과 역경을 겪으면서 그는 타인을 싫어하고, 의심과 본심을 숨기는 성향이 강해졌다.
그는 겨울에는 찰안(擦安)에서 거주하고, 여름에는 아라아차산(斡羅斡察山)에 거주했으며 봄에는 친히 경작을 하며 생활했다. 영종 시데발라가 즉위한 후 테무데르는 차가타이 한국에 사자를 보내 쿠살라를 추궁했지만, 차가타이 한국의 조정에서는 그를 보호하였다.

### 몽골 귀국
1328년 8월 15일 진종 예순 테무르가 상도에서 의문의 암살을 당하자, 쿠살라는 중앙 아시아의 알타이산맥 근처에 체류하며 주변의 방어를 강화하였다. 그해 10월 3일 예순테무르의 아들 라기바흐가 황제위를 계승했지만, 엘 테무르 등은 반란을 일으켰다. 반란 소식을 들은 쿠살라는 귀국을 시도한다.
10월 16일 이복 동생 투그 테무르가 킵차크 칸국의 사령관 엘 테무르에 의해 대도(베이징)에서 대칸으로 즉위하였다. 쿠살라는 먼 중앙 아시아에 머물렀기 때문이었다. 한편 예순테무르의 아들 라기바그는 상도에서 즉위하였다. 라기바그와 투그테무르 사이의 황위 쟁탈전에서 엘테무르 등의 지원을 받은 투그 테무르가 승리하였다. 이복 동생 투그 테무르는 차가타이 한국에 망명 중이던 쿠살라에게 사자를 보내, 귀국하여 제위를 계승할 것을 알렸다. 그러나 쿠살라는 투그 테무르의 제안에 의문을 품었고, 바로 움직이지 않았다.
그러나 제위 쟁탈전을 지켜본 투그테무르의 형 쿠살라는 차가타이 한국의 지도자 엘지크데이와 두아 테무르의 지원을 받아 1328년 말  몽골과 차가타이 칸국의 장군들을 모아서 월등한 대군으로 출발, 타르바가타이 지역(현, 항가이산맥)을 거쳐 몽골로 들어갔다. [ 1329년 1월 26일 쿠살라와 그가 이끄는 군대는 카라코룸 북쪽의 체첵 호수와 테르힝 차강 호수 근처에 도달했다. 쿠살라는 원나라 내부에 지지 세력을 만들지 못했다.

### 생애 후반

#### 즉위
1329년 2월 27일 카라코룸으로 입성, 쿠살라는 카라코룸에서 대칸으로 즉위하였다. 형의 대군에 두려움을 느낀 투그테무르는 바로 양위를 선언하고, 쿠살라는 투그 테무르를 황태자로 책봉하였다. 그는 즉위 직후 천력(天曆)의 연호를 그대로 사용하였다. 바로 사자를 대도로 보내 투그 테무르에게 유학자 사대부를 중용하고, 고금의 치란을 참고하라 조언한다. 그러나 투그 테무르는 그의 조언을 불편히 여겼다.
명종은 즉위 후 몽골식 제도를 부활시키려 시도하였다. 그해 3월 명종은 하마르트(Хамарт)를 중서령으로, 보르(Боры)를 태부 중서우승상, 바이테무르(Байтөмөр)를 태부 중서좌승상으로 임명했다. 또한 엘테무르를 유능한 장군이라는 이유로 카라코룸 파견을 지시하였다. 전승에 따르면 쿠살라와 그의 측근들은 엘 테무르가 쿠살라를 찾았을 때 무례 대하여 그를 두렵고 불쾌히 여겼다 한다. 그러나 쿠살라는 엘 테무르에게 감사를 표하고 그를 다르칸과 태사에 임명했다. 연회에서 명종의 차가타이 한국계 측근들은 엘 테무르에 대한 노골적인 불만을 드러냈고 이는 엘테무르에게 전달됐다. 
3월 14일 명종은 어머니 이키레스 비자를 인헌장성황후(仁獻章聖皇后)로 추존했다. 4월 3일 엘 테무르는 동생의 양위 소식과 황제 인장을 쿠살라에게 전하러 가고, 대도 사람들은 그를 환영하였다.  일설에는 쿠살라의 군대가 알타이산맥에 왔을 때, 투그 테무르가 중서성좌승 요루테무르(躍里帖木兒) 등 사자를 보내 양위를 선언했다고도 한다. 그러나 쿠살라는 자신의 아들들은 어려서 가망이 없다 보고, 그해 5월 15일 무령왕 철철(武寧王徹徹禿)과 하파르(哈八兒)를 대도로 보내, 동생 투그 테무르를 황태제로 임명하였다. 명종은 동생 투그 테무르에게 사자를 보내 만날 것을 제의하고 8월 초에 만나기로 약속한다.
그는 엘테무르에게 카라코룸 지역의 경비를 명했다. 그는 카라코룸 지역 문제를 경솔하게 다루어서는 안 되며, 이곳은 칭기즈 칸의 나라가 시작된 땅이다. 엘테무르와 같은 경험 많은 대신을 카르코룸으로 보내 일을 맡겨야 한다며 그를 카라코룸으로 보낸다. 그해 5월 5일 자신의 귀국을 도운 장수들에게 포상하고, 보랄은 어사대부, 상가노는 중정사(中政使)에 임명했다. 또한 동서남북으로 황궁의 숙위를 지정했다. 6월에 자신의 즉위를 종묘에 고하고, 사직에 제사지냈다.

#### 의문의 최후
명종은 엘 테무르와 군벌들이 아버지 무종의 측근들이라 생각하고 신뢰했으나, 이들 군벌은 명종 쿠살라가 자신 대신 동생 투그 테무르를 황제로 내세운 것을 책임을 물을까 두려워했다. 명종이 자신의 사람을 조정에 심는 것을 엘테무르와 투그 테무르는 불편하게 여겼다. 일설에는 그가 엘테무르를 제거하려 시도했다는 설도 있다. 황금사에 의하면 명종은 즉위 직전 1월 19일 엘 테무르를 살해하려고 사람을 보냈다 한다. 엘 테무르가 옥새를 지녔기 때문이라 한다.
명종은 자신이 대동하고 들어온 차가타이 한국의 군대를 고비 사막 북쪽에 체류하게 한 뒤, 직접 동생 투그 테무르를 만나러 갔다. 음력 8월 1일 명종은 아버지 무종 카이산이 세운 중도 내 왕홀찰도(王忽察都, Онгоцот)에 체류하였다. 그해 음력 8월 2일 대도로 가던 쿠살라는 투그 테무르와 왕족, 장군들과 천8백명의 병력을 만나 연회를 열었으나, 4일 후에 엘 테무르에 의해 독살되었다. 명종 쿠살라가 데려온 차가타이 한국의 군대와 일부 왕족들에게 자신의 권력을 잃을 것을 두려워한 엘 테무르는 명종을 내몽골 옹가차투 혹은 중도(현, 허베이 성 장북현 만두영향(張北縣饅頭營鄉))에서 그를 독살하고 말았다. 원사에 의하면 명종은 폭살당했다 한다. 이를 사서에서는 천력지변(天曆之變)으로 부른다. 
엘 테무르는 우루부카(月魯不花), 예리아(也里阿), 메리크두카(明里董阿) 등을 사주하여 명종 쿠살라를 독살했다. 정사에는 등장하지 않으나 야사와 전설에 의하면 엘테무르가 명종에게 약을 먹여 독살했다 한다. 후일 혜종 토곤테무르는 문종이 자신의 아버지 명종을 죽였다고 주장했다. 그리하여 8월 15일 문종 투그 테무르는 다시 황제로 복위하였다.

### 사후
그의 죽음에 대해 쿠살라의 측근인 차가타이 가문의 군벌과 몽골고원의 왕공족들에 의해 권세를 빼앗길 것을 두려워한 엘 테무르가 선수를 쳐 쿠살라를 독살했다는 견해가 있다. 그의 장남 토곤테무르는 아버지 명종 쿠살라가 문종 투그테무르에게 독살당했다고 주장했다. 명종을 따라 몽골고원에 왔던 차가타이 한국의 군대는 도로 차가타이 한국으로 귀환하였다. 동생 문종은 평생 자신의 형을 살해했다고 괴로워하였다.
동생 원 문종 투그테무르는 그의 존호를 쿠투그 기궬슬렌 바즈구유렌 아찰르트 칸(Утгыг гийгүүлсэн язгуурын ачлалт хаан, 계몽의 초석이 된 칸)으로 존호를 올렸다가, 다시 쿠툭투 칸으로 바꿨다. 1329년 11월 4일 동생 원 문종 투그테무르는 쿠살라에게 시호를 익헌경효황제(翼獻景孝皇帝)라 하고, 묘호는 명종(明宗), 몽골식 존호는 쿠툭투황제(忽都篤皇帝)로 올렸다. 몽골식 존호인 쿠툭투 카안의 쿠툭투는 중세 몽골어로 복록이 있다, 고귀하다는 뜻이다. 
동생 문종 투그테무르는 자신이 형을 죽였다는 자책감을 품고 일생을 괴로워하였다. 그의 동생 투그테무르 사후 투그테무르의 유언에 의해 명종 쿠살라의 차남 영종 린친발이 6세로 즉위하였다. 권신 엘 테무르는 1332년 10월과 12월 문종의 아들 엘 테구스를 황제로 추대하려 했으나, 부다시리 카툰의 거부로 무산되었다.
1340년 아들 혜종 토곤테무르는 문종이 자신의 아버지 명종 쿠살라를 독살했다고 선언, 그해 6월 문종의 위패를 태묘에서 출향했다. 1340년 10월 25일 아들 원 혜종 토곤테무르는 존호를 올려 순천입도예문지무대성효황제(順天立道睿文智武大聖孝皇帝)라 하였다.

## 가족 관계

### 조부모와 부모
- 조부 : 추존황제 순종(順宗) 다루마바라
- 조모 : 추존황후 소헌원성황후(昭獻元聖皇后) 콩기라트씨
- 아버지 : 대원 제 7대 카안 무종(武宗) 카이샨
- 어머니 : 추존황후 인헌장성황후(仁獻莊聖皇后) 이키레스씨

### 황후
- 바부샤 대카툰 내마진씨(乃馬眞氏) - 명종의 정궁황후(재위 : 1329년).
- 정유휘성황후(貞裕徽聖皇后) 한록로씨(罕祿魯氏) - 혜종 즉위 후에 황후로 추존.
- 안출한 황후(按出罕 皇后)
- 월로사 황후(月魯沙 皇后)
- 불안홀로도 황후(不顔忽魯都 皇后)
- 야소 황후(野蘇 皇后)
- 탈홀사 황후(脫忽思 皇后)
- 아제리 황후(阿梯里 皇后)

### 황자
1. 황자 토콘 테무르 - 정유휘성황후 소생. 대원 제16대 카안 혜종(惠宗).
2. 린친발 - 바부샤 카툰 소생. 대원 제15대 카안 영종(寧宗).
3. 진영왕(泰永王) 소고리다니

### 황녀
1. 창국공주(昌國公主) 월로(月魯, ? ~ 1339년) - 창왕 홍길랄 사람타아지(昌王 弘吉剌 沙藍朶兒只)에게 하가(下嫁)
2. 명혜정의대장공주(明慧貞懿大長公主) 부답석니(不答昔你), 정유휘성황후 카를루크씨 소생

## 기년
| 명종        | 원년           |
| ----------- | -------------- |
| 서력 (西曆) | 1329년         |
| 간지 (干支) | 기사(己巳)     |
| 연호 (年號) | 천력(天曆) 2년 |

## 원 명종이 등장한 작품
- 《기황후》 (MBC, 월화드라마 2013년~2014년, 배우: 이창환

## 같이 보기
- 몽골의 칸 목록
- 중국의 군주 목록